# Міський парк

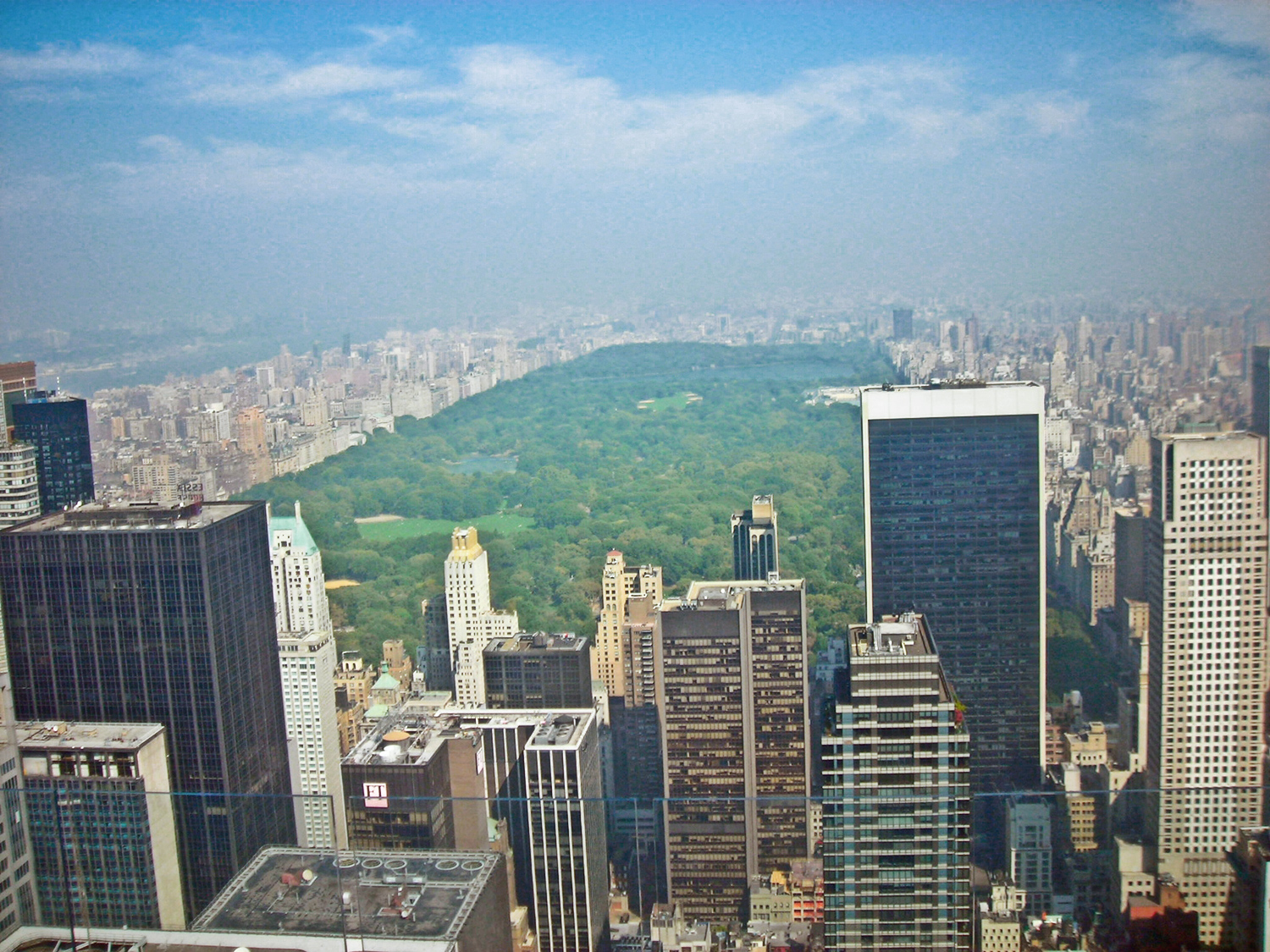
Центральний парк найпопулярніший міський парк у Сполучених Штатах, та одна з найвідвідуваніших у світі визначних туристичних пам'яток

Міський парк (англ. Urban park; також відомий як муніципальний парк (англ. municipal park) у Північній Америці) — публічне місце в межах міста, яке служить для відпочинку, розваг та занять спортом місцевого населення. Облаштування та утримання міських парків є обов'язком уряду міста, муніципалітету або в деяких випадках державної адміністрації. Деякі парки мають дитячі ігрові майданчики, ставки, або тренажери для занять спортом.